# Aeroporto Internacional de Duala
O Aeroporto Internacional de Douala (IATA: DLA, ICAO: FKKD) é o principal aeroporto dos Camarões, localizado à 10 km da cidade de Douala.
O aeroporto é a principal base de operações da companhia aérea Cameroon Airlines.

## Linhas aéreas e destinos
- Afriqiyah Airways (Trípoli)
- Air France (Paris-Charles de Gaulle)
- Axis Lines International (Bruxelas, Kinshasa)
- Bellview Airlines (Abuja, Joanesburgo)
- Brussels Airlines (Bruxelas)
- Cameroon Airlines (Abidjan, Bamako, Bangui, Brazzaville, Cotonou, Dakar, Dubai, Joanesburgo, Kinshasa, Lagos, Libreville, Malabo, N'Djamena, Paris-Charles de Gaulle, Pointe-Noire, Garoua, Maroua, Ngaoundéré, Yaoundé)
- Ethiopian Airlines (Addis Abeba)
- Kenya Airways (Nairóbi)
- Royal Air Maroc (Casablanca)
- Swiss International Air Lines (Zurique)
- Toumai Air Chad (N'Djamena)